# Newportia simoni
Newportia simoni är en mångfotingart som beskrevs av Henri W. Brölemann 1898. Newportia simoni ingår i släktet Newportia och familjen Scolopocryptopidae.
Artens utbredningsområde är:
- Costa Rica.
- Venezuela.

Inga underarter finns listade i Catalogue of Life.